# Diana Noel, 2.ª Baronesa Barham
Diana Noel, 2.ª Baronesa Barham (nascida Middleton; Barham Court, 18 de setembro de 1762 – Fairy Hill, 12 de abril de 1823) foi uma nobre, filantropa e abolicionista inglesa. Ela foi baronesa como sucessora do pai, e seu marido era Sir Gerard Noel, 2.º Baronete. Ela fundou igrejas e escolas na Península de Gower, onde viveu o resto de sua vida após deixar a Inglatera.

## Família
Diana foi a única filha do almirante Charles Middleton, 1.º Barão Barham e de Margaret Gambier.
Os seus avós paternos eram Robert Middleton de Bo'ness, na Escócia, e Helen Dundas. Os seus avós maternos eram James Gambier, um advogado e guarda da Prisão de Fleet, e Mary Mead.

## Biografia
No dia 20 de dezembro de 1780, Diana se casou com Gerard Edwardes, um membro do Parlamento, na Igreja de São Jorge, em Londres. A noiva tinha 18, e o noivo tinha 21 anos. Ele era filho de Gerard Anne Edwardes e de Jane Noel.
Em 1798, quando Gerard herdou as propriedades do tio Henry Noel, 6.º Conde de Gainsborough, ele mudou o seu sobrenome para Noel. As propriedades do marido de Diana, que valiam £20.800 por ano, e consistiam em 15.000 hectares, foram colocadas em um fundo fiduciário, devido à má administração dos recursos, em 1816. Gerard era perdulário e um marido excêntrico.
Eles tiveram treze filhos. Um deles, o reverendo Baptist Wriothesley Noel, disse que a casa dos pais "combinava política liberal, devoção evangélica, informalidade aristocrática, e personalidades fortes numa mistura potente".

### Vida em Gower
Diana tornou-se a nova baronesa Barham após a morte do pai, em 17 de junho de 1813. Naquele mesmo ano, a baronesa estava a caminho de Poundisford Park, uma casa de campo para passar um tempo com a filha, a senhora Wilman. Ao chegar em Bristol, recebeu uma carta da filha, na qual a filha dizia que não poderia receber a mãe por quinze dias. Assim, Diana pediu por um mapa e voltou sua atenção para Swansea, aonde foi acompanhada pelo reverendo Lake e o William Hammerton.
Enquanto estava lá, a baronesa conheceu o reverendo Kemp, com quem foi até a Península de Gower. Ela ficou muito preocupada com a escuridão do lugar, e com a falta de espiritualidade do povo, e com isso, desejou saber o que fazer para melhorar a condição deles. Em seguida, a baronesa deixou Swansea e se dirigiu para Poundisford Park, e de lá, para Brighton, onde continuou a orar por melhores condições para o povo de Gower. No final, depois de nove meses, decidiu ir morar em Gower, acompanhada pelo senhor Hammerton, após ter se separado do marido.
Diana passou a residir em Fairy Hill (hoje um hotel). Hammerton, o intendente da baronesa, fazia missas em residências e chalés privados pela península. A baronesa fundou seis capelas, chamadas de Conexão da Senhora Barham: Bethesda, em Burry Green; Trinity, em Cheriton; Bethel, em Penclawdd; Paraclete, em Newton; Immanuel, em Pilton Green, e Mount Pisgah, em Parkmill. Duas das igrejas faziam parte da Igreja Presbiteriana de Gales, e quatro eram independentes. Ela também construiu escolas públicas. Diana também era uma abolicionista, e amiga do escritor Samuel Johnson.
Diana estava à frente de seu tempo, pois:
"Não tinha propensão em relação a nenhum tipo de denominação durante os seus primeiros anos em Gower; sua principal preocupação era promover o evangelho aqui da maneira mais efetiva, independentemente de resultados denominacionais".
No fundo que ela estabeleceu através de seu testamento, os administradores do mesmo tinham de professar crença nos 39 artigos da Igreja da Inglaterra e na Confissão de Fé de Westminster. Em 1815, seguindo o conselho do reverendo Kemp, a baronesa Barham pediu por um ministro proveniente da Igreja de Gales. Eles enviaram John Rees de Anglesey, e, em 1817, se juntou a ele, William Griffiths, conhecido como o Apóstolo de Gower.
Em 1821, Diana rompeu com os presbiterianos como resultado de sua recusame ordenar Hammerton. Isso causou uma disputa, após um acúmulo de tensões gradual entre as pessoas envolvidas. Griffiths, aparentemente, foi quem mais sofreu, e ele escreveu sobre a suposta "frieza" e "capricho" da senhora Barham.

### Morte
A baronesa Barham faleceu em 12 de abril de 1823, em Fairy Hill, aos 60 anos, e foi sepultada no cemitério da Igreja de São Pedro e São Paulo, na vila de Teston, em Kent. Sobre ela, Griffiths escreveu após sua morte:
"Ela foi levada embora até a sua recompensa, liberta de todos os conflitos desta vida, e da contenção religiosa desagradável... a qual estava acontecendo em suas capelas na época. Eu sempre acreditei que ela foi transformada mais num instrumento de um partido, do que o principal motor naquela mudança. Porém, sendo ela o único apoio pecuniário da obra, a culpa foi posta nela conforme o trabalho foi executado em seu nome, e, ela, infelizmente, deu sua sanção a ele. Logo após a sua morte as coisas começaram a vir à luz".
No aviso do funeral da baronesa no jornal The Cambrian, na edição de sexta-feira, 18 de abril de 1823, está escrito:
"No sábado passado, aos sessenta anos, em Fairy Hill, próximo a Swansea, A Muito Honorável Diana, Baronesa Barham, de Barham Court, no Condado de Kent, única filha e herdeira do falecido Senhor Barham, e a senhora de Sir Gerard Noel, Baronete e Membro do Parlamento. Nela, os pobres angustiados terão de lamentar a perda de uma benfeitora valiosa, os amigos da religião, uma apoiadora vigorosa e inabalável da causa de Cristo, e a recordação de suas muitas e exemplares virtudes, serão, por muito tempo e afetuosamente estimadas por aqueles que possuíram a felicidade de conhecê-la".

## Legado
O filho mais velho e sucessor de Diana, Charles Noel, 1.º Conde de Gainsborough, transferiu as capelas da mãe para administradores do fundo.
A correspondência dela está arquivada junto a da família Noel no Escritório de Registros de Leicestershire, Leicester e Rutland, e fotografias associadas à sua vida são mantidas em Chipping Campden History Society.

## Descendência
- Charles Noel, 1.º Conde de Gainsborough (2 de outubro de 1781 – 10 de junho de 1866), sucessor da mãe e do pai. Foi casado com Elizabeth Grey, com quem teve um filho; após sua morte, se casou com Arabella Hamlyn-Williams, com quem teve quatro filhos, e, por fim, após ficar viúvo novamente, se casou com Frances Jocely, com quem teve mais dois filhos;
- Gerard Thomas Noel (2 de dezembro de 1782 – 24 de fevereiro de 1851), reverendo, possuía mestrado em Artes, e foi cônego em Winchester. Foi casado com Charlotte Sophia O'Brien, com quem teve seis filhos;
- Louisa Elizabeth Noel (20 de abril de 1786 – 6 de abril de 1816), esposa de William Henry Hoare de Surrey, com quem teve cinco filho;
- Emma Noel (c. 1788 – 19 de novembro de 1873), esposa de Stafford O'Brien de Northamptonshire, com quem teve duas filhas;
- William Middleton Noel (2 de maio de 1789 – 20 de janeiro de 1859), foi membro do Parlamento representando Rutland, e comandante da Milícia Rutland, um regimento militar. Foi marido de Anna Yates, mas não teve filhos;
- Frederick Noel (25 de fevereiro de 1790 – 27 de dezembro de 1833), foi um capitão da Marinha Real. Foi casado com Mary Woodley, com quem teve dois filhos;
- Francis James Noel (4 de maio de 1793 – 30 de julho de 1854), reverendo, possuía um mestrado em Artes, e foi retor em Netttlestead e em Teston, ambos em Kent. Foi casado com Cecilia Penelope Methuen, com quem teve quatro filhos;
- Berkeley Octavius Noel (3 de dezembro de 1794 – 28 de março de 1841), foi o segundo marido de Letitia Penelope Adderley, com quem teve um filho;
- Charlotte Margaret Noel (m. 18 de agosto de 1869), seu primeiro marido foi Thomas Welman, e o segundo foi Thomas Thompson. Não teve filhos;
- Augusta Julia Noel (n. antes de 1796 – 19 de junho de 1833), foi a primeira esposa de Thomas Gisborne Babington, juiz de paz de Leicestershire, com quem teve cinco filhos;
- Leland Noel Noel (21 de agosto de 1797 – 10 de novembro de 1870), graduado da Universidade de Cambridge com mestrado em Artes, além de ter sido vicário em Exton, e cônego de Peterborough. Foi casado com Mary Arabella Foljambe, com quem teve uma filha;
- Juliana Noel (m. 4 de janeiro de 1855), esposa do reverendo Samuel Philips. Não teve filhos;
- Baptist Wriothesley Noel (10 de julho de 1799 – 19 de janeiro de 1873), possuía um mestrado em Artes, era ministro e pastor. Foi casado com Jane Baillie, com quem teve oito filhos.